# Julia Niemojewska
Julia Niemojewska (ur. 16 czerwca 1998 w Żyrardowie) – polska koszykarka grająca na pozycjach rozgrywającej lub rzucającej, obecnie zawodniczka Arki VBW Gdynia.
Jest multimedalistką mistrzostw Polski w rozmaitych kategoriach wiekowych z UKS Trójką OSiR Żyrardów.
16 czerwca 2022 dołączyła po raz kolejny w karierze do Arki VBW Gdynia.

## Osiągnięcia
Stan na 8 października 2022, na podstawie, o ile nie zaznaczono inaczej..
Drużynowe
- Mistrzyni Polski:
  - 2020
  - juniorek starszych (2019)[3]
  - kadetek (2014)[4]
- Wicemistrzyni Polski juniorek (2014)
- Brąz mistrzostw Polski:
  - juniorek starszych (2017)
  - juniorek (2015, 2016)
- Zdobywczyni Superpucharu Polski (2020)[5]
- Finalistka Superpucharu Polski (2022)[6]

Indywidualne
- Zaliczona do I składu mistrzostw Polski:
  - kadetek (2014)[4]
  - juniorek starszych (2020)
- Liderka EBLK w asystach (2022 – 8,3)[7]

Reprezentacja
- Uczestniczka:
  - mistrzostw Europy:
    - U–20 (2017 – 10. miejsce)[8]
    - U–18 (2015 – 14. miejsce)
    - dywizji B:
      - U–18 (2016)
      - U–16 (2013, 2014)